# Jack A. Butterfield Trophy
Jack A. Butterfield Trophy je trofej, kterou je každoročně oceněn nejlepší hráč play off American Hockey League, která se uděluje od roku 1984. Vždy cenu obdržel hráč mužstva, které zároveň vybojovalo Calderův pohár - kromě roku 1986, kdy dostal trofej Tim Tookey z mužstva poraženého finalisty. Patnáctkrát cenu obdržel brankář.
Trofej je pojmenována po bývalém prezidentovi AHL. Cenu žádný hráč neobdržel vícekrát než jednou.

## Vítězové
| Jack A. Butterfield Trophy - (nejlepší hráč play off AHL) |                                            |                                            |
| Sezóna                                                    | Hráč                                       | Tým                                        |
| 2023                                                      | Hunter Shepard                             | Hershey Bears                              |
| 2022                                                      | Josh Leivo                                 | Chicago Wolves                             |
| 2021                                                      | play off nehráno kvůli pandemii koronaviru | play off nehráno kvůli pandemii koronaviru |
| 2020                                                      | play off nehráno kvůli pandemii koronaviru | play off nehráno kvůli pandemii koronaviru |
| 2019                                                      | Andrew Poturalski                          | Charlotte Checkers                         |
| 2018                                                      | Andreas Johnson                            | Toronto Marlies                            |
| 2017                                                      | Tyler Bertuzzi                             | Grand Rapids Griffins                      |
| 2016                                                      | Oliver Bjorkstrand                         | Lake Erie Monsters                         |
| 2015                                                      | Jordan Weal                                | Manchester Monarchs                        |
| 2014                                                      | Travis Morin                               | Texas Stars                                |
| 2013                                                      | Tomáš Tatar                                | Grand Rapids Griffins                      |
| 2012                                                      | Alexandre Picard                           | Norfolk Admirals                           |
| 2011                                                      | Robin Lehner                               | Binghamton Senators                        |
| 2010                                                      | Chris Bourque                              | Hershey Bears                              |
| 2009                                                      | Michal Neuvirth                            | Hershey Bears                              |
| 2008                                                      | Jason Krog                                 | Chicago Wolves                             |
| 2007                                                      | Carey Price                                | Hamilton Bulldogs                          |
| 2006                                                      | Frédéric Cassivi                           | Hershey Bears                              |
| 2005                                                      | Antero Niittymäki                          | Philadelphia Phantoms                      |
| 2004                                                      | Wade Flaherty                              | Milwaukee Admirals                         |
| 2003                                                      | Johan Holmqvist                            | Houston Aeros                              |
| 2002                                                      | Pasi Nurminen                              | Chicago Wolves                             |
| 2001                                                      | Steve Bégin                                | Saint John Flames                          |
| 2000                                                      | Derek Armstrong                            | Hartford Wolf Pack                         |
| 1999                                                      | Peter Ferraro                              | Providence Bruins                          |
| 1998                                                      | Mike Maneluk                               | Philadelphia Phantoms                      |
| 1997                                                      | Mike McHugh                                | Hershey Bears                              |
| 1996                                                      | Dixon Ward                                 | Rochester Americans                        |
| 1995                                                      | Corey Schwab Mike Dunham                   | Albany River Rats                          |
| 1994                                                      | Olaf Kölzig                                | Portland Pirates                           |
| 1993                                                      | Bill McDougall                             | Cape Breton Oilers                         |
| 1992                                                      | Allan Bester                               | Adirondack Red Wings                       |
| 1991                                                      | Kay Whitmore                               | Springfield Indians                        |
| 1990                                                      | Jeff Hackett                               | Springfield Indians                        |
| 1989                                                      | Sam St. Laurent                            | Adirondack Red Wings                       |
| 1988                                                      | Wendell Young                              | Hershey Bears                              |
| 1987                                                      | David Fenyves                              | Rochester Americans                        |
| 1986                                                      | Tim Tookey                                 | Hershey Bears                              |
| 1985                                                      | Brian Skrudland                            | Sherbrooke Canadiens                       |
| 1984                                                      | Bud Stefanski                              | Maine Mariners                             |